# شاهی توکرا
شاهی توکرا (انگلیسی: Shahi Tukra) نوعی پودینگ نان است که در جنوب آسیا در دوران امپراتوری گورکانی در دهه ۱۶۰۰ به وجود آمد. ترجمه تحت‌اللفظی شاهی توکرا «لقمه سلطنتی» است.
شاهی توکرا در زمان امپراتوری گورکانی به وجود آمد که سرآشپزهای هندی این غذا را برای ارائه به دربار سلطنتی مغول درست می‌کردند. نان سفید را در روغن سرخ می‌کنند و سپس شیر و شکر را اضافه می‌کنند. این غذا با زعفران، میخک و هل طعم‌دار تهیه می‌شود. بنا به گزارش روزنامهٔ هندی خبر و تفسیر روز، شاهی توکرا احتمالاً در حیدرآباد ابداع شده‌است. شاهی توکرا یکی از دسرهای محبوب امپراتوران مغول بود که گزارش شده‌است آن را در رمضان صرف می‌کردند. شاهی توکرا همچنین از خوراکی‌های محبوب در عید فطر است که در پایان ماه رمضان در جنوب آسیا جشن گرفته می‌شود.